# Johann Jakob Nathanael Neumann
Johann Jakob Nathanael Neumann (* 6. Februar 1750 in Frankfurt an der Oder; † 28. November 1803) war ein deutscher evangelischer Theologe und Philosoph.

## Leben
Johann Jakob Nathanael Neumann wurde am 6. Februar 1750 in Frankfurt an der Oder geboren. Sein Vater war dort Prediger und starb, als der Sohn fünf Jahre alt war. Die Mutter hatte nicht viel Geld und verlor ihr übriges Vermögen, als die Russen die Stadt plünderten. Trotzdem blieb sie voller Mut und Heiterkeit, kümmerte sich mit allen Kräften darum, ihren Sohn zu erziehen und auszubilden. Einige Freunde rieten ihr, der Sohn solle Handwerker werden. Dies aber wollte die Mutter nicht.
Neumann wurde auf einer Schule in seiner Heimatstadt vorgebildet. Auch sammelte er bereits Erfahrungen in den älteren Sprachen. Danach ging er als Freischüler an das Züllichauer Pädagogium. Der Schulleiter Gotthelf Samuel Steinbart förderte ihn. Ihm hat Neumann seinen freimütigen und liberalen Geist zu verdanken.
1768 bezog Neumann die Universität Frankfurt an der Oder zum Theologiestudium. Auch dort mangelte es ihm nicht an Gönnern, besonders aber kümmerte sich Johann Gottlieb Töllner um ihn. Bei Töllner besuchte er auch theologische und philosophische Vorlesungen. Außerdem wohnte er bei ihm und sollte später Hauslehrer von Töllners Sohn werden. Ihm verdankt Neumann, dass er zum gelehrten Theologen, zum scharfsinnigen Denker wie auch zum praktischen Volkslehrer ausgebildet wurde.
Während seiner Studienzeit trat Neumann einem literarischen Verein bei. Unter den Mitgliedern dieses Studentenvereins waren einige Gelehrte. Sie hielten wissenschaftliche Gespräche ab und lasen sich gegenseitig Abhandlungen über Theologie und Philosophie vor, was Neumann Ansporn war. An diese Zeit dachte er später häufig zurück.
1772 beendete Neumann sein Studium. Er wurde Hauslehrer bei Landrat Hans Siegismund von Beerfelde in Lossow. Bis 1776 lebte er dort glücklich, dann nahm er eine Stelle als Prediger in Dövberin an. Bereits ein Jahr später wurde er als Pastor nach Lossow berufen. Dies hatte einer seiner Gönner ermöglicht. Dort verheiratete er sich mit Amalie Chaliè, die zuvor auch Erzieherin bei von Beerfelde gewesen war.

## Wirken bzw. Rezeption nach Döring
In seiner Lossower Pastorzeit verfasste Neumann seine ersten Romane. 1783 publizierte er Therese von Silberbach, ein Werk, das zwar den Kritikern eher missfiel, dafür aber in einem guten Stil verfasst war und darstellte, dass Neumann einen Sinn für Gutes und Schönes hatte. Das Werk erfuhr eine zweite Auflage und wurde auch in die niederländische Sprache übersetzt. Weitere Romane aus dieser Zeit von ihm waren Die Visiten sowie Auguste und Friederike. Diese zwei Werke aber galten den Zeitgenossen als ermüdend, da sie einförmige Situationen darstellten.
Seine ersten theologischen Werke schrieb er seit 1794. In diesem Jahr verfasste er Freimüthige Betrachtungen über das Predigtwesen, welches auf eigenen Erfahrungen basiert. Von Urbanus Rhegius der zweite, 1799 erschienen, behaupteten die Kritiker, dass Neumann zu sehr am Alten gehangen habe. Dieses Werk konnte ferner erst gedruckt werden, als die preußische Geistesbeschränkung aufgehoben wurde.
Neumann war ein selbständiger Denker und der wissenschaftlichen Bildung seiner Zeit voraus. Dies zeigt sich in zwei seiner Schriften, die ungedruckt blieben. In der ersten stellte er dar, welchen Einfluss die Philosophie der Zeit auf die Volksmoral habe. In der zweiten Schrift legte er seine Ansichten über die kritische und die Philosophie Johann Gottlieb Fichtes dar, wobei er der kritischen abgetan war, weil er meinte, sie sei nicht auf das Leben anzuwenden und werde missbraucht. Ferner gab er dem Denken Kants recht. Neumann war gegen den Eudämonismus eingestellt, er bevorzugte ein Vollkommenheitssystem.
Was Neumanns Theologie betrifft, stand er generell den neueren Vorstellungen nicht gegenüber, sofern sich die älteren nicht mehr als haltbar erwiesen. Trotzdem sah er dabei auch Grenzen, welche er nicht zu überschreiten vermochte. Er baute auf einem Offenbarungsglauben auf. Seine Theologie ähnelte der von Samuel Friedrich Nathanael Morus.
Neumann wurde als frommer Mann beschrieben, der sehr religiös war. Sein Glauben zeigte sich in seinem unaufhörlichen Wirken, in seiner Fähigkeit, Dinge zu dulden, und darin, dass er stets hoffte. Er war ein heiterer Mensch mit einer festen Gesundheit. In seinen letzten Lebensjahren aber trübte sich sein Leben. Seine Gesundheit wurde mit der Zeit schwächer. Auch musste er den Tod zweier Töchter betrauern. Er erkrankte an einem sehr heftigen Fieber und verstarb am 28. November 1803 im Alter von 53 Jahren.

## Werke
- Dissertatio philosophica de systemate (1771)
- Gedichte von Johann Jakob Nathanael Neumann (Hamburg/Leipzig 1772)
- Therese von Silberbach  (Berlin 1783, zweite Auflage Berlin 1788)
- Visisten; hier ist für Jedermann ein voller Tisch gedeckt; ein jeder esse, was ihm schmeckt (Berlin 1783)
- Julie von Rosenfeld; eine Familiengeschichte, in lauter kleinen Capitelchen. Eigene Handschrift des Fräuleins (Berlin 1784)
- Mamsell Fiekchen; ein Warnungsbüchlein an empfindsame Mädchen (Cüstrin 1785)
- Auguste und Friederike, oder die zwei Cousinen (Berlin 1786, zwei Teile)
- Reisen auf die Heirath (Frankfurt an der Oder 1794)
- Freimüthige Betrachtungen über das Predigtwesen (Frankfurt an der Oder 1794)
- Urbanus Rhegius der Zweite, oder über den gehörigen Vortrag der Glaubensartikel (Berlin 1799)